# Генчовці (община Трявна)
Ге́нчовці (болг. Генчовци) — село в Габровській області Болгарії. Входить до складу общини Трявна.

## Населення
За даними перепису населення 2011 року у селі проживали 8 осіб, усі — болгари.
Розподіл населення за віком у 2011 році:
Динаміка населення: